# Scheepswerktuigkundige
Scheepswerktuigkundige is een technisch officier aan boord van schepen, verantwoordelijk voor het functioneren van de machinekamer en alle technische installaties.

Het is dus iemand die zorgt voor de voortstuwing, het kunnen manoeuvreren, de opwekking van elektriciteit, verwarming, airconditioning, drinkwaterproductie, kortom alles op technisch gebied.